# 川畑伊知郎
川畑 伊知郎（かわはた いちろう、1981年9月11日 - ）は、日本の科学者（神経科学・薬理学）、ピアニスト。国立大学法人東北大学大学院 薬学研究科特任准教授。学位は博士（理学）（東京工業大学・2009年）。

## 経歴
1981年に東京都に生まれる。生後間もなく神奈川県に転居し、東北大学助教着任までそこで過ごす。森村学園幼稚園、初等部、中等部・高等部を経て、上智大学文学部史学科へ進学。その後同大学大学院修士課程へと進学し、東京工業大学大学院 生命理工学研究科博士課程にて博士号を取得した。カテコールアミン神経伝達を中心とした脳機能解析と神経変性の治療法開発を行っている。
3歳からピアノを始め、加勢るり子、Tusa Erzsébetに師事。1989年にストックホルムでデビューし、その後ヨーロッパを中心に音楽活動を続ける。1999年には音楽之友社よりCDが発売された。2000年には初代国王戴冠1000年記念ハンガリーフェスティバル、2001年にフレシュピアニスト・コンサート、2003年にはJPAPCサマーコンサートに出演。さらに同年、全日本彩明ムジカコンコルソ・ピアノ部門第1位。2004年万里の長城杯国際音楽コンクール・ピアノ部門第1位に輝くなど数々の賞を受賞している。また2005年には国際連合創設60周年記念コンサートに出演。チャリティーコンサートにも出演し、世界の恵まれない子供たちへの支援に積極的に協力している。

## 人物
- 「Art at Tokyo Tech」においてリサイタルを行った[6]。
- 座右の銘は「一日一生」。

## 関連人物
- 加勢るり子（）
- Tusa Erzsébet（[:hu]）
- 松本重一郎（土屋隆英「松本重一郎先生のご逝去を悼む」『日本水産学会誌』第66巻第5号、日本水産學會、2000年9月、789-790頁、ISSN 00215392、NAID 110003145099。）
- 永津俊治